# Lesches
|  | Per a altres significats, vegeu «Lesques». |

Lesches és un municipi francès, situat al departament de Sena i Marne i a la regió de Illa de França. L'any 2007 tenia 664 habitants.
Forma part del cantó de Lagny-sur-Marne, del districte de Torcy i de la Comunitat d'aglomeració Marne i Gondoire.

## Demografia

### Població
El 2007 la població de fet de Lesches era de 664 persones. Hi havia 216 famílies, de les quals 28 eren unipersonals (16 homes vivint sols i 12 dones vivint soles), 56 parelles sense fills, 116 parelles amb fills i 16 famílies monoparentals amb fills.
La població ha evolucionat segons el següent gràfic:
Habitants censats

### Habitatges
El 2007 hi havia 252 habitatges, 219 eren l'habitatge principal de la família, 14 eren segones residències i 19 estaven desocupats. 250 eren cases i 1 era un apartament. Dels 219 habitatges principals, 194 estaven ocupats pels seus propietaris, 22 estaven llogats i ocupats pels llogaters i 3 estaven cedits a títol gratuït; 2 tenien una cambra, 6 en tenien dues, 25 en tenien tres, 41 en tenien quatre i 145 en tenien cinc o més. 192 habitatges disposaven pel capbaix d'una plaça de pàrquing. A 54 habitatges hi havia un automòbil i a 158 n'hi havia dos o més.

### Piràmide de població
La piràmide de població per edats i sexe el 2009 era:
| Homes | Edats   | Dones |
| ----- | ------- | ----- |
| 0     | 95 o +  | 0     |
| 0     | 90 a 94 | 0     |
| 0     | 85 a 89 | 0     |
| 0     | 80 a 84 | 0     |
| 8     | 75 a 79 | 4     |
| 0     | 70 a 74 | 8     |
| 16    | 65 a 69 | 12    |
| 12    | 60 a 64 | 4     |
| 16    | 55 a 59 | 20    |
| 36    | 50 a 54 | 40    |
| 32    | 45 a 49 | 24    |
| 16    | 40 a 44 | 20    |
| 28    | 35 a 39 | 20    |
| 16    | 30 a 34 | 20    |
| 20    | 25 a 29 | 24    |
| 24    | 20 a 24 | 16    |
| 16    | 15 a 19 | 12    |
| 4     | 10 a 14 | 16    |
| 8     | 5 a 9   | 24    |
| 12    | 0 a 4   | 12    |

## Economia
El 2007 la població en edat de treballar era de 472 persones, 339 eren actives i 133 eren inactives. De les 339 persones actives 317 estaven ocupades (174 homes i 143 dones) i 22 estaven aturades (9 homes i 13 dones). De les 133 persones inactives 33 estaven jubilades, 41 estaven estudiant i 59 estaven classificades com a «altres inactius».

### Ingressos
El 2009 a Lesches hi havia 225 unitats fiscals que integraven 636 persones, la mediana anual d'ingressos fiscals per persona era de 27.994 €.

### Activitats econòmiques
Dels 15 establiments que hi havia el 2007, 1 era d'una empresa de fabricació d'altres productes industrials, 5 d'empreses de construcció, 1 d'una empresa de comerç i reparació d'automòbils, 2 d'empreses de transport, 1 d'una empresa d'hostatgeria i restauració, 4 d'empreses de serveis i 1 d'una entitat de l'administració pública.
Dels 5 establiments de servei als particulars que hi havia el 2009, 2 eren guixaires pintors, 1 fusteria i 2 lampisteries.
L'any 2000 a Lesches hi havia 4 explotacions agrícoles.

## Equipaments sanitaris i escolars
El 2009 hi havia una escola maternal integrada dins d'un grup escolar amb les comunes properes formant una escola dispersa.

## Poblacions properes
El següent diagrama mostra les poblacions més properes.